# Angyalok földje
Angyalok földje è un film del 1962 diretto da György Révész.